# Nokoreach
 (juin 2020).
Si vous disposez d'ouvrages ou d'articles de référence ou si vous connaissez des sites web de qualité traitant du thème abordé ici, merci de compléter l'article en donnant les références utiles à sa vérifiabilité et en les liant à la section « Notes et références ».
Nokor Reach (en khmer : នគររាជ) est l'hymne national et royal cambodgien.

## Paroles
| Paroles en khmer | Romanisation | Transcription API | Traduction française |
| --- | --- | --- | --- |
| សូមពួកទេព្តា រក្សាមហាក្សត្រយើង អោយបានរុងរឿង ដោយជ័យមង្គលសិរីសួ⁠ស្តី យើងខ្ញុំព្រះអង្គ សូមជ្រកក្រោមម្លប់ព្រះបារមី នៃព្រះនរបតីវង្ស ក្សត្រាដែលសាងប្រាសាទថ្ម គ្រប់គ្រងដែនខ្មែរ បុរាណថ្កើងថ្កាន។ ប្រាសាទសិលា កំបាំងកណ្តាលព្រៃ គួរអោយស្រមៃ នឹក⁠ដល់យសស័ក្តិមហានគរ ជាតិខ្មែរដូចថ្ម គង់វង្សនៅល្អរឹងប៉ឹងជំហរ យើងសង្ឃឹមពរ ភ័ព្វព្រេងសំណាងរបស់កម្ពុជា មហារដ្ឋកើតមាន យូរអង្វែងហើយ។ គ្រប់វត្តអារាម ឮតែសូរស័ព្ទធម៌ សូត្រដោយអំណរ រំឭកគុណពុទ្ធសាសនា ចូរយើងជាអ្នក ជឿជាក់ស្មោះស្ម័គ្រតាមបែបដូនតា គង់តែទេវតា នឹងជួយជ្រោមជ្រែងផ្គត់ផ្គង់ប្រយោជន៍ឱ្យ ដល់ប្រទេសខ្មែរ ជាមហានគរ។, | Soum puok terpdar reaxar môharxat yơrng, Aoy barn rungrương daoy cưy meangkôrl srir suosdơy, Yơrng khnhom preahâng soum crôrk kraom mlup preah Barrôrgmơy. Nưy preah Nôrruppâdơy vuong xattrar dael sarng prarsart thmâr Krupkrôrng daen Khmae borarn thkaangthkharn. Prarsart seylar kâmbang kândarl prưy Kuo aoy srâmay nưk dâl yuohsak Môharnôkôr Ciat Khmae douc thmâr kôngvông nưu lhâr rưngpơng cumhâr Yơrng sângkhưm bôr phoap prerng sâmnarng rôbâh Kampucia Môharroat kaat mian yur ângvaeng haay. Krup voat arrarm lưr tae sousap thoa Sout daoy âmnâr rumlưk gun puttheagsahsnar Cou yơrng cia neag cươceag smâhsmak tarm baep dountar Kuong tae tervơdar nưng cuoy crormcrêrng phkôtphkhông prâyaoc aoy Dâl prâterh Khmae cia Môharnôkôr. | [sou̯m puɘ̯k̚ teːp̚.ɗaː ǀ rĕə̯k̚.saː‿m(ɔ).haːk̚.sat̚ jəːŋ ǀ] [ʔao̯j ɓaːn ruŋ.rɨə̯ŋ ɗao̯j cɨj mĕə̯ŋ.kɔːl ǀ s(ə)riː suə̯.sɗəj ǀ] [jəːŋ kʰɲom prĕə̯h.ʔɑŋ sou̯m crɔːk̚ krao̯m‿m.lup̚ prĕə̯h ɓaː.rɔːʔ.məj ǀ] [nɨj prĕə̯h nɔːr(u)p̚.p(ɑ)ɗəj ʋŭə̯ŋ ǀ kʰsat̚.traː ɗae̯l saːŋ praː.saːt̚ tʰmɑː ǀ] [krup̚.krɔːŋ ɗae̯n kʰmae̯ ɓo.raːn tʰkaə̯ŋ.tʰkaːn ǁ] [praː.saːt̚ səj.laː ǀ kɑm.ɓaŋ kɑn.ɗaːl prɨj ǀ] [kuə̯ ʔao̯j srɑ.maj nɨk̚ ɗɑl jŭə̯h.sak̚ ǀ m(ɔ.)haː.nɔ.kɔː ǀ] [ciə̯t̚ kʰmae̯ ɗou̯c̚ tʰmɑː kɔŋ.ʋɔŋ nɨw‿l.ʔɑː rɨŋ.pəŋ cum.hɑː ǀ] [jəːŋ sɑŋ.kʰɨm pɔː pʰŏə̯p̚ ǀ preːŋ sɑm.naːŋ r(ɔ.)ɓɑh kam.p(u.)ciə̯ ǀ] [m(ɔ)haː.rŏə̯t̚ kaə̯t̚ miə̯n juː ʔɑŋ.ʋaə̯ŋ haə̯j ǁ] [krup̚ ʋŏə̯t̚ ʔaː.raːm ǀ lɨː tae̯ sou̯.sap̚ tʰɔə̯] [sou̯t̚ ɗao̯j ʔɑm.nɑː rum.lɨk̚ kun ǀ put̚.tʰĕə̯ʔ.sah.snaː ǀ] [cou̯ jəːŋ ciə̯ nĕə̯ʔ cɨə̯.cĕə̯ʔ smɑh.smak̚ taːm ɓae̯p̚ ɗou̯n.taː ǀ] [kŭə̯ŋ tae̯ teːʋ(ə).ɗaː nɨŋ ǀ cuə̯j croːm.crɛːŋ pʰkɔt̚.pʰkɔŋ prɑ.jao̯c̚ ʔao̯j ǀ] [ɗɑl prɑ.teːh kʰmae̯ ciə̯‿m(ɔ).haː.nɔ.kɔː ǁ] | Que le ciel protège notre Roi Et lui dispense le bonheur et la gloire. Qu'il règne sur nos cœurs et sur nos destinées, Celui qui, héritier des Souverains bâtisseurs, Gouverne le fier et vieux Royaume. Les temples dorment dans la forêt, Rappelant la grandeur du Moha Nokor. Comme le roc, la race khmère est éternelle, Ayons confiance dans le sort du Kampuchéa, L'Empire qui défie les années. Les chants montent dans les pagodes A la gloire de la Sainte foi Bouddhique. Soyons fidèles aux croyances de nos pères. Ainsi le ciel prodiguera-t-il tous ses bienfaits Au vieux pays khmer, le Moha Nokor. |

Un quatrième couplet est tombé en désuétude à la fin du Protectorat français du Cambodge:
| Paroles en khmer                                                                                               | Traduction française |
| --- | --- |
| ក្នុងគ្រាក្សេមក្សាន្តដូចគ្រាមានចម្បាំង កម្ពុជានិងបារាំង ជាមិត្តរួមចិត្តមួយ យោធាក្លាហានបានបង្ហូរឈាមដោយក្តីទុក្ខព្រួយ គង់មានថ្ងៃមួយនិងមានជុំនេះដូចដើមវិញពុំខាន ពួកខ្មែរនិងបានជួបជុំគ្នាវិញ | Dans la paix comme dans les combats Le Campuchéa fut l'ami de la France Le sang de leurs héros ne coula pas en vain Car un jour se lèvera qui verra la triomphe Ainsi que l'union de tous les Khmers |